# جغرافیای روانی

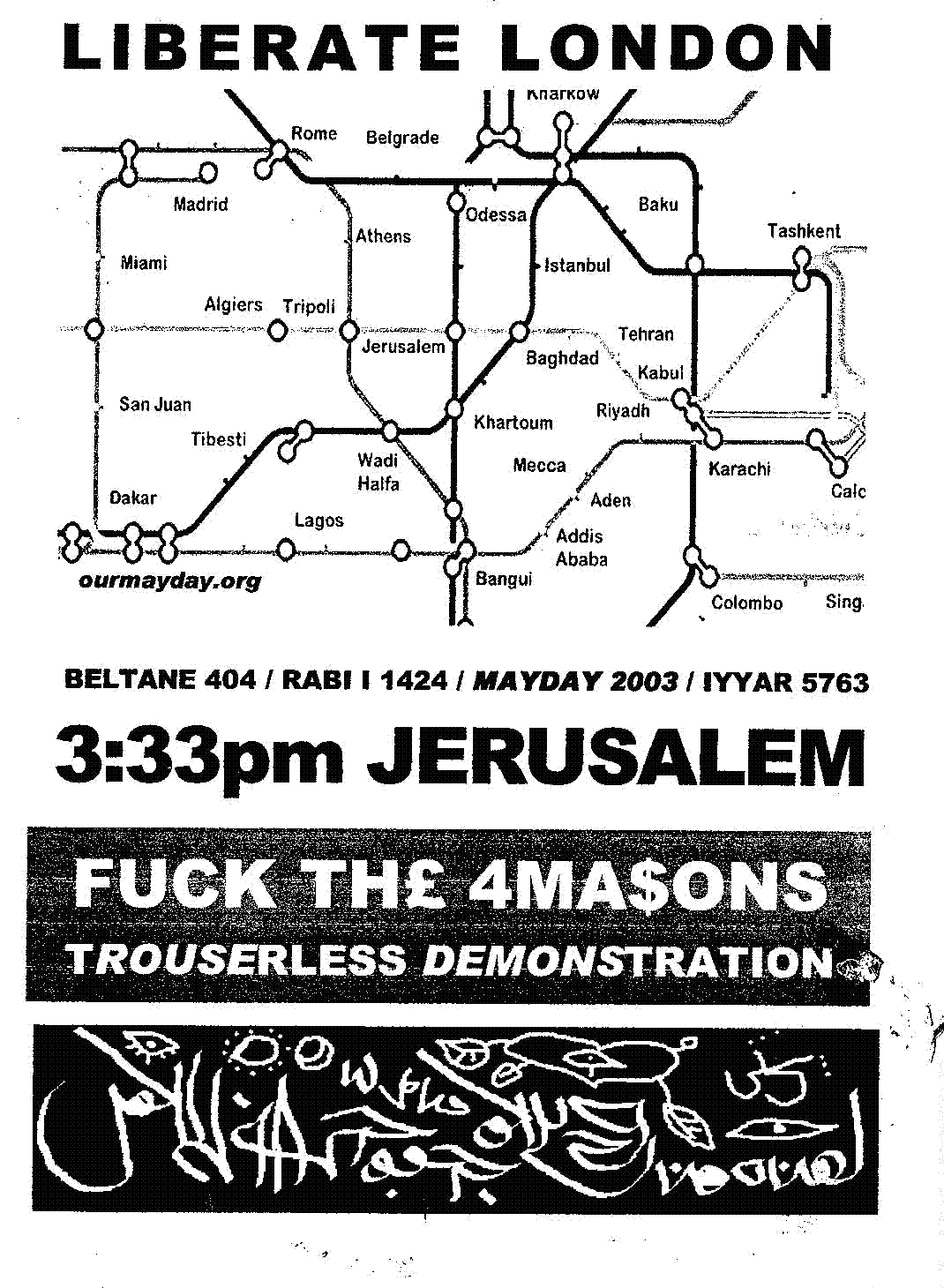
جغرافیای روانی از گزارش‌ها و نقشه‌های خودمنتشره با تکنیکهایSituationist و تکنیک detournement - عناصر پیش‌یافته و تبدیل آنها بهره‌برداری می‌کند. evoL PsychogeogrAphix 2003

جغرافیای روانی یا جغرافیای روان‌کاوی (به انگلیسی: Psychogeography) در محیط‌های شهری است که بر ارتباطات بین فردی با مکان‌ها و مسیرهای دلخواه تأکید دارد. این موضوع توسط اعضای انترناسیونال لتریست و انترناسیونال موقعیت‌گرا که گروه‌های انقلابی متأثر از تئوری مارکسیستی و آنارشیستی و همچنین نگرش‌ها و روش‌های دادائیست‌ها و سوررئالیست‌ها بودند، گسترش یافت. گای دوبور در سال ۱۹۵۵ جغرافیای روانی را اینگونه تعریف کرد: «مطالعه قوانین دقیق و تأثیرات خاص محیط جغرافیایی، سازماندهی‌شده آگاهانه یا ناآگاهانه، بر احساسات و رفتار افراد». یکی از تاکتیک‌های کلیدی برای کاوش در جغرافیای روانی، تمرین پیاده‌روی شهری است که به‌عنوان dérive شناخته می‌شود. به عنوان یک عمل و نظریه، جغرافیای روانی بر مجموعه گسترده‌ای از بازیگران فرهنگی از جمله هنرمندان، کنشگران و دانشگاهیان تأثیر گذاشته‌است.